# 高橋龍輝
高橋 龍輝（たかはし りゅうき、1993年3月28日 - ）は、日本の俳優、歌手。
宮城県仙台市出身。2008年にワタナベエンターテインメントよりデビュー。同社の男性俳優集団D-BOYSのメンバーであった。2016年に引退。2019年1月にダンスボーカルグループWIN=W1Nとしてデビュー、2022年1月に同グループ解散。

## 略歴
中学1年生のころに小池徹平に憧れて芸能界を目指し『ミュージカル・テニスの王子様「The Imperial Presence 氷帝 feat.比嘉」』で、越前リョーマ役に起用され俳優デビュー。
2011年、『魔法少女を忘れない』の北岡悠也役で映画初主演を務める。同年9月スタートの『仮面ライダーフォーゼ』にて歌星賢吾役でテレビドラマ初出演。
2016年6月8日、長期療養のため、D-BOYS卒業、および芸能界からの引退を自身のブログで発表。同月末日をもってワタナベエンターテインメントとの契約を終了。
2017年8月23日よりYouTubeチャンネルを開設し、不定期で動画投稿を行っている。
2019年1月24日にダンスボーカルグループWIN=W1Nとしてのデビューを発表。2022年1月に同グループ解散。

## 出演

### 映画
- ハイキック・ガール!（2009年） - 中間亮介 役
- 魔法少女を忘れない（2011年） - 主演・北岡悠也 役
- メサイア（2011年） - 島田文和 役
- 仮面ライダー×仮面ライダー フォーゼ&オーズ MOVIE大戦MEGA MAX（2011年） - 歌星賢吾 役
- 仮面ライダー×スーパー戦隊 スーパーヒーロー大戦（2012年） - 歌星賢吾 役
- 仮面ライダーフォーゼ THE MOVIE みんなで宇宙キターッ!（2012年） - 歌星賢吾 役
- 仮面ライダー×仮面ライダー ウィザード&フォーゼ MOVIE大戦アルティメイタム（2012年） - 歌星賢吾 役
- 仮面ライダー×仮面ライダー 鎧武&ウィザード 天下分け目の戦国MOVIE大合戦（2013年） - フォーゼ軍武将 役（友情出演）
- 灰色の壁 -大宮ノトーリアス-（2022年） - 小島 役[10]

### テレビドラマ
- 仮面ライダーオーズ/OOO 第48話（2011年8月28日、テレビ朝日）歌星賢吾 役（特別出演）
- 仮面ライダーフォーゼ（2011年9月4日 - 2012年8月26日、テレビ朝日） - 歌星賢吾 役
- 若者たち2014 第4話（2014年7月30日、フジテレビ） - 劇団員 役
- GTO 第7話（2014年8月19日、フジテレビ） - 木内圭輔 役
- 果し合い（2015年11月、時代劇専門チャンネル） - 縄手達之介 役
- 科捜研の女 正月スペシャル（2016年1月3日、テレビ朝日） - 石原拓哉 役
- 恋活（2022年12月27日 - 12月31日、TOKYO MX）- 内藤良太 役

### オリジナルビデオ
- 仮面ライダーフォーゼ 超バトルDVD 友情のロケットドリルステイツ - 歌星賢吾 役

### ネットムービー
- ネット版 仮面ライダー×スーパー戦隊 スーパーヒーロー大変 〜犯人はダレだ?!〜（2012年、東映） - 歌星賢吾 役
- ネット版 仮面ライダーフォーゼ みんなで授業キターッ!（2012年、東映） - 歌星賢吾 役
- 伝染る物語 〜KADOKAWA 怪談実話〜（2016年、ひかりTV） - 真司 役

### 朗読劇
- フォトシネマ朗読劇「HARAJUKU～天使がくれた七日間」（2019年9月21日、R’sアートコート）- 林修太 役
- DREAM LESSON in 2019 autumn 
  - 描き続ける、白紙の先へ（2019年10月11日 - 14日、シアターグリーン BASE THEATER）- 蓮 役
- オンライン朗読劇 マイ・バケットリスト vol.1（2020年5月31日）- イ・ヘギ 役
- READING LIVE DREAM ~2020 in August~
  - 立花荘の幽霊（2020年8月5日 - 16日、上野ストアハウス）- 名無し 役
- READING LIVE  DREAM ~2020 in October~
  - 夢の行方（2020年10月9日 - 18日、ウッディシアター中目黒）- 車掌 役
- 夢と希望のプロジェクト vol.1
  - 寂寞と夕焼け（2020年11月10日 - 15日、上野ストアハウス）- 七海朝 役
  - でも、朝は（2020年11月10日 - 15日、上野ストアハウス）- 三森夕太 役
- WISH~奇跡を願う甘い夜~（2020年12月22日 - 27日、ファンファーレ東新宿）- 樫村響平 役
- 私の道しるべ（2021年2月6日 - 14日、サンモールスタジオ）- トキトウシンゴ 役[11]
- 朗読劇『銀河鉄道の夜』（2022年2月11日 - 14日、浅草花劇場）- カムパネルラ/ストーリーテラーI 役

### 舞台
- ミュージカル テニスの王子様 - 主演・越前リョーマ 役　
  - The Imperial Presence 氷帝 feat.比嘉（2008年7月 - 11月）
  - The Treasure Match 四天宝寺 feat. 氷帝（2009年2月 - 3月）
  - Dream Live 6th（2009年5月）
  - The Final Match 立海 First feat. 四天宝寺（2009年7月 - 10月）
  - The Final Match 立海 Second feat. The Rivals（2009年12月 - 2010年3月）
  - Dream Live 7th（2010年5月）
- D-BOYS STAGE
  - vol.3「鴉〜KARASU〜04」（2009年4月） - 宗次 役
  - 2010 trial-2「ラストゲーム」（2010年8月- 9月） - 金本明夫 役
  - 2011 春公演「ヴェニスの商人」（2011年4月 - 5月） - サレーリオ 役
  - Dステ16th「GARANTIDO」（2015年5月）
  - Dステ17th「夕陽伝」（2015年10月 - 11月） - 陸奥 役[12]
- つかこうへいダブルス2014
  - 「新・幕末純情伝」（2014年8月- 9月） - 桂小五郎 役[13]
  - 「広島に原爆を落とす日」 - 山崎部隊隊員[13]・平沼龍輝 役
- WBB vol.7「バリスタと恋の黒魔術」（2014年11月） - 水野玲司 役
- つかこうへいTriple Impact
  - 「いつも心に太陽を」（2015年2月 - 3月） - 主演・谷口龍輝 役[14]
- 幕末太陽傳（2015年9月、本多劇場） - 久坂玄瑞 役
- SHOW HOUSE『GEM CLUB』（2016年3月） - スティブナイト 役
- ミュージカル「マイ・バケットリスト」Season5 （2019年8月）- イ・ヘギ 役
- あずみ〜戦国編〜（2020年3月 - 4月） - 飛猿 役
  - 当初3月14日が初日の予定だったが、新型コロナウイルス感染症の感染拡大の状況を鑑み、初日を3月20日に延期し、3月14日 - 19日の公演を中止[15]。 4月4日 - 5日に「COOL JAPAN PARK OSAKA WW ホール」で予定されていた大阪公演は中止となった[16]。
- フラガール - 谷川洋二朗 役
  - フラガール -dance for smile-（2021年4月3日 - 12日、Bunkamuraシアターコクーン）
  - フラガール -dance for smile-（2022年5月14日 - 23日、新国立劇場 中劇場）
- 修羅雪姫
  - 修羅雪姫（2021年11月19日 - 21日、CBGKシブゲキ!!）[17]
  - 修羅雪姫 - 復活祭50th - 修羅雪と八人の悪党（2022年3月18日 - 27日、紀伊國屋ホール）[18]
- 素敵なカミングアウト（2021年10月30日 - 11月3日、浅草花劇場） - 川上ケンジ 役
- 新・熱海殺人事件 ラストスプリング（2022年3月31日 - 4月3日、紀伊國屋ホール） - 熊田留吉 刑事 役[19][20]
- つかこうへい Lonely 13 Blues
  - 蒲田行進曲完結編 銀ちゃんが逝く（2022年7月8日 - 18日、紀伊國屋ホール） - 若山馬之助 役
  - 初級革命講座 飛龍伝（2022年7月23日 - 25日、紀伊國屋ホール） - 主演・山崎 役
- つかこうへい復活祭2023
  - 新・幕末純情伝 - 土方歳三 役
- 「福」に憑かれた男 - 海野賢治 役
- 熱海連続殺人事件 Standard（2024年7月5日 - 22日、紀伊國屋ホール）- 大山金太郎 役[21]

### CM
- バンダイ「仮面ライダーチョコビスケット」（2012年）

### ミュージック・ビデオ
- 土屋アンナ「Voyagers」（2012年）

### ゲーム
- オール仮面ライダー ライダージェネレーション2（2012年、DS・PSP） - 歌星賢吾 役

## 作品

### 映像作品
- D-BOYS BOY FRIEND series vol.8 「高橋龍輝 SUPER ROOKIE」（2010年3月25日、ジェネオン・ユニバーサル・エンターテイメントジャパン） CLVS-1062

## 演出
- READING LIVE DREAM ~2020 in October~「描き続ける、白紙の先へ」（2020年10月9日 - 18日、ウッディシアター中目黒）